# Playa de Munielles
La Playa de Munielles se encuentra en el concejo Castrillón (Asturias, España) y pertenece a la localidad de Bayas.

## Descripción
Su forma es lineal. El grado de urbanización y de ocupación son bajos y su entorno es rural. Su lecho está formado por cantos rodados arena de granos finos de color gris y con afloramientos de rocas. Los grados de ocupación y urbanización son medio-bajos excepto los fines de semana, sobre todo en verano, que tiene afluencia masiva.

## Servicios
La playa dispone de varios servicios a los usuarios como son: duchas, zona de pícnic, limpieza y equipo de vigilancia.
La actividad más recomendada es la pesca recreativa a caña. También tiene la desembocadura fluvial que queda anegada durante las horas de pleamar. Hay que tener precaución durante el baño de no acercarse a la zona derecha u oriental de la playa ya que hay una gran cantidad de rocas.

## Accesos
Para acceder a este playa hay que llegar al núcleo urbano más próximo que es el de Bayas. La playa está protegida de los vientos de occidente por la Peña de la Furada y a este lugar se llega cogiendo la carretera que indica 3 km a Piedras Blancas y 5 km a Carcedo empezando el recorrido en ese punto sin tomar ninguna desviación. Junto a una caseta de transformación eléctrica empieza el camino y sin desviarse se llega a Bayas que se atraviesa y empieza una bajada suave y prolongada que termina en el aparcamiento que hay junto a un área recreativa.

## Galería

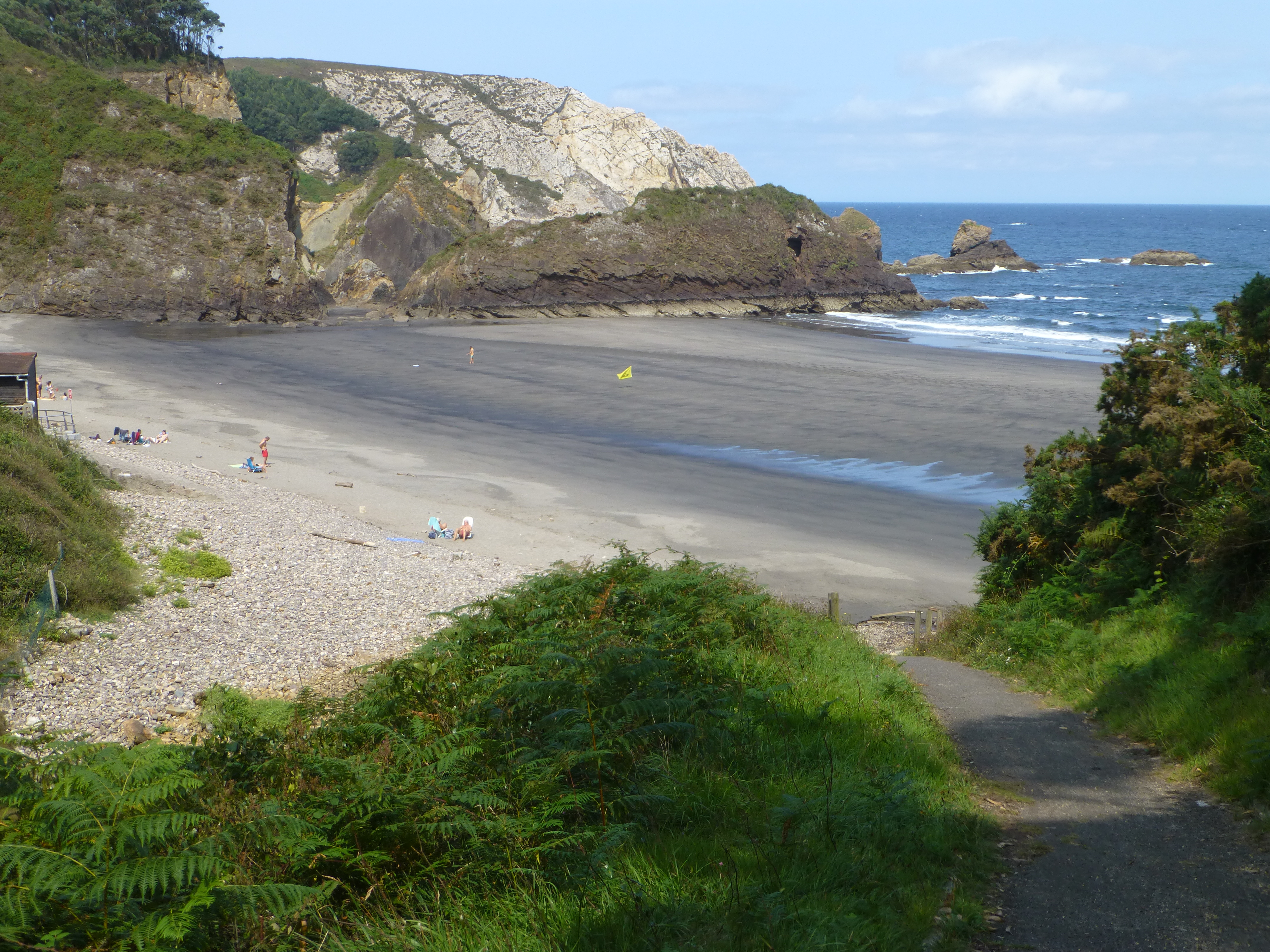
Acceso a la playa.
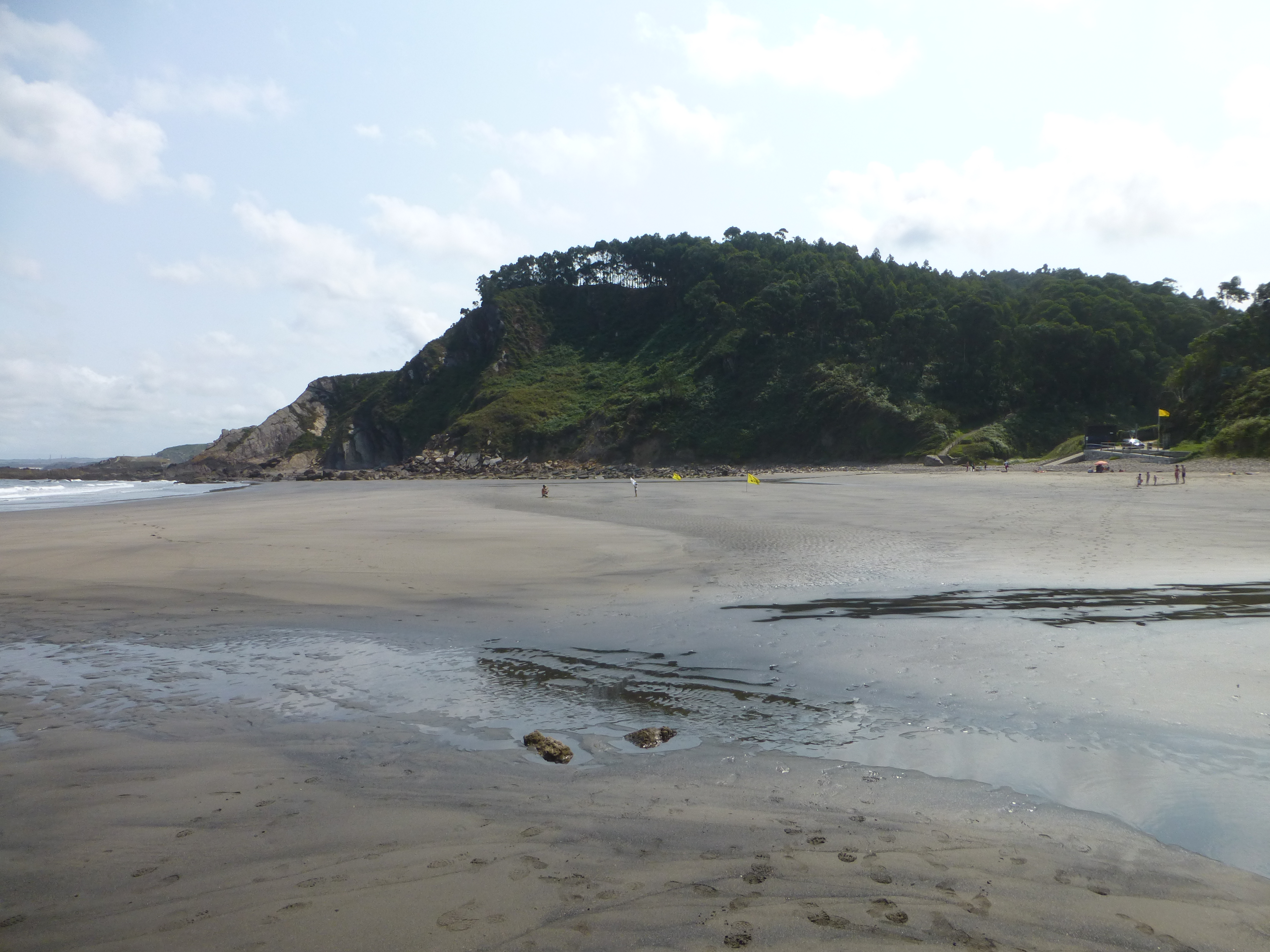
La playa con marea baja.
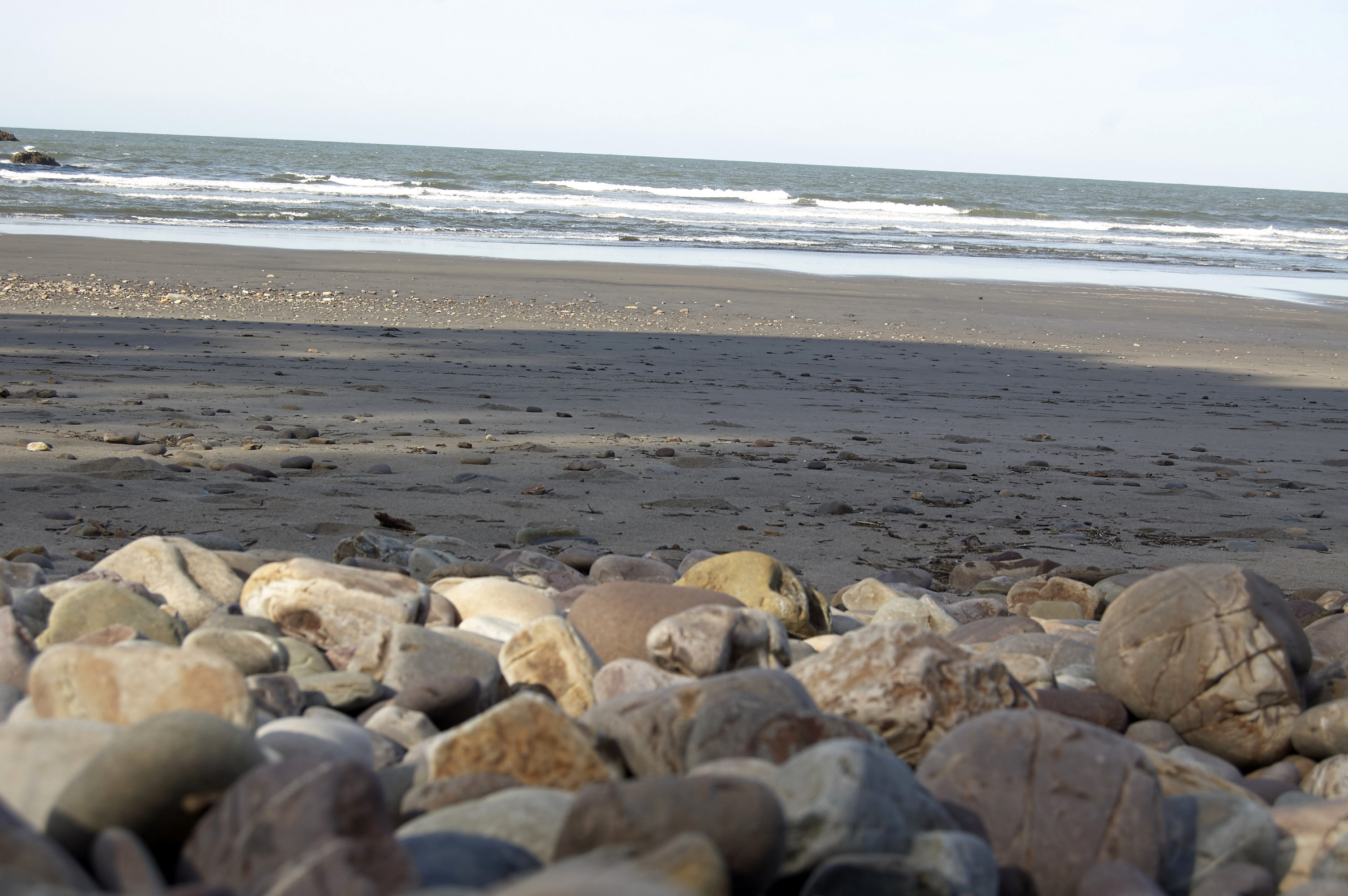
Cantos rodados.